# Tribune de Genève
Tribune de Genève (TG) - literalmente a Tribuna de Genebra - é um jornal diário fundado em Genebra em 1879 por James T. Bates, um banqueiro estadunidense.
Depois da falência do seu concorrente directo, La Suisse, em 1994, a Tribune de Genève é o único jornal diário genebrino. Desde 1991 que faz parte do grupo Edipress e passa em 2011 a pertencer ao grupo Tamedia.

## História
A Tribune de Genève foi fundado por James T. Bates, um americano que se instalou em Genebra, a cidade da sua esposa. No ano seguinte compra o jornal anglófono The Continental Herald and Swiss Times mas que se torna a 1 de Fevereiro de 1876 no jornal francófono Tribune de Genève. A assinatura anual era de 11 francos suíços e tinha uma tiragem de 3 000 exemplares diários. 
Desde a primeira edição o rumo é bem explícito; "Não aceitamos qualquer submissão, reservando-nos o direito de nos exprimir em completa independência. Guardaremos a nossa liberdade de apreciação em relação de qualquer partido" . 

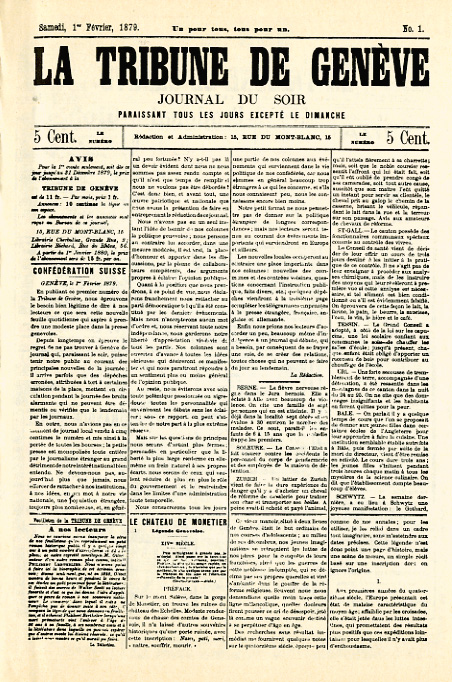
O primeiro número de 1 de Fevereiro 1879

O espírito de Genebra é bem patente quando se incendia as instalações onde desde 1971 se encontravam a primeira impressora offset de um jornal diário suíço e o jornal continua a ser editado com a colaboração dos técnicos de La Suisse
Em 1990 passa de jornal do fim da tarde para jornal da manhã.

## Sedes
A primeira sede estava localizada no 15, rue du Mont-Blanc, em Genebra, pois era aí que se encontravam as instalações do seu antecessor, o The Continental Herald and Swiss Times.
Em 1939 instala-se no 42, rue du Stand, no bairro de La Jonction, e passa para  11, rue des Rois quando integra o grupo Edipresse.

## O fundador
James T. Bates, filho de um armador de Boston (USA) era um banqueiro americano que depois de ter feito fortuna nos EUA se instalou em Genebra em 1875 a cidade da sua esposa. Participou na Guerra de Secessão de onde saí com a patente de coronel. De volta á vida civil torna-se agente da bolsa de  Nova Iorque onde faz fortuna.
É na bolsa que entra em contacto com Arthur Chenevière, um banqueiro genebrino que o convida a vir visita-lo na Europa. O convite é aceite e apaixona-se pela filha do seu hospedeiro, Amélie. O casamento efectua-se em 1873 e ambos partem para a América onde James funda a UBS-Union Bank of Switzerland, que nos anos 1990 seria integrado na UBS, e um jornal o Geneva Times que estará na origem do "homónimo" genebrino, pois que Amélie não se dando bem nos USA, o casal volta para Genebra onde se instalam e ele estabelece as bases na europa da UBS ({{lang-fr|Union des Banques Suisses]]) e funda o TG

## Imagens

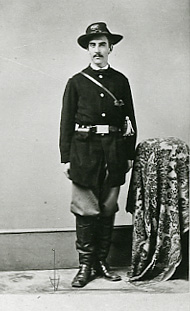
James T.Bates
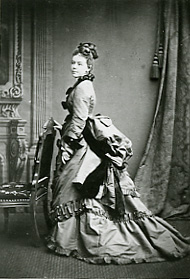
Amelie Bates de Chenevière

## Impressum
Tribune de Genève SA
Rue des Rois 11 
1204 Genève
Téléphone:	+41 22 322 40 00 